# Kristina
Kristina je žensko grčko ime.

## Pozadina i značenje
Kristina znači "kršćanka" (grčki).

## Inačice imena
U većini jezika oblik je sličan: Christina, Cristina, Christine, Kristine, Kristen
- Deminutiv Kiki, Tina, Nina, Kika, Kike...

## Varijacije
- Chris, Chrisi, Chrissa, Chrissi, Chrissy, Christel, Christelle, Christl
- Christi, Christin
- Kris, Kris(s)i, Krissy. Kristel
- Kristen, Kristeen, Kristin, Kristine, Krisztina, Krystyna
- Stina, Stine

## Osobno ime
- Christina Aguilera (1980.)